# Blackburnium centrale
Blackburnium centrale är en skalbaggsart som beskrevs av Henry Fuller Howden 1979. Blackburnium centrale ingår i släktet Blackburnium och familjen Bolboceratidae. Inga underarter finns listade.